# Митрохин, Василий Борисович
Василий Борисович Митрохин (1918—1993) — советский лётчик-ас истребительной авиации в годы Великой Отечественной войны, Герой Советского Союза (2.11.1944). Полковник.

## Биография
Родился 5 апреля 1918 года в деревне Суры (ныне — Тёпло-Огарёвский район Тульской области). С 1929 года жил в Серпухове, где окончил семилетнюю школу и школу фабрично-заводского ученичества при заводе «Можерез». Затем работал токарем и наладчиком на железнодорожном ремонтном заводе на станции Люблино. Параллельно с работой учился в Подольском аэроклубе.
В апреле 1938 года был призван на службу в Рабоче-крестьянскую Красную армию. В 1939 году окончил Борисоглебскую военную авиационную школу лётчиков. Оставлен служить в этой школе инструктором, затем стал командиром звена.
После начала Великой Отечественной войны, несмотря на все написанные им рапорты с просьбами об отправке на фронт, был оставлен в школе в Борисоглебске. В 1942 году, в Борисоглебске, управляя мотоциклом, насмерть сбил девочку. В июле 1942 года вместе со школой был эвакуирован в Челябинскую область, в город Троицк. В ноябре 1942 года был осуждён военным трибуналом Уральского военного округа к трём годам лишения свободы.
Был направлен в 38-ю отдельную штрафную роту 3-й ударной армии на Калининский фронт. Участвуя в Великолукской операции, в декабре был тяжело ранен в ногу. Лечился в госпитале в Иванове. Как искупивший вину кровью, был возвращён к лётной работе.
С августа 1943 года — командир звена 191-го истребительного авиационного полка 275-й истребительной авиационной дивизии 7-й воздушной армии Ленинградского фронта, в том же месяце стал заместителем командира эскадрильи, а в ноябре 1943 года повышен в должности до командира эскадрильи. Участвовал в битве за Ленинград, в Ленинградско-Новгородской, Нарвской, Выборгско-Петрозаводской и Прибалтийской наступательных операциях. Летал на истребителе «Киттихаук», в начале лета 1944 года полк был перевооружён на Ла-5.
За совершенные к ноябрю 1943 года 59 боевых вылетов (в том числе 26 на штурмовку) был награждён своей первой наградой — ей стал орден Красного Знамени, а также в ноябре 1943 года судимость с него была снята. В бою 25 января 1944 года над Красногвардейском одержал первую победу, сбив ФВ-190. Особенно успешным стал для истребителя день 26 марта 1944 года, когда за 4 боевых вылета Митрохин сбил 4 самолёта врага. А 20 апреля 1944 года в одном бою он сбил сразу 2 Ю 87.
К октябрю 1944 года командир эскадрильи 191-го истребительного авиаполка 7-й воздушной армии Ленинградского фронта капитан Василий Митрохин совершил 174 боевых вылета, принял участие в 36 воздушных боях, сбив лично 17 вражеских самолётов (все заявленные им победы имеют достоверное подтверждение по данным исследований М. Ю. Быкова).
Указом Президиума Верховного Совета СССР от 2 ноября 1944 года за «образцовое выполнение боевых заданий командования на фронте борьбы с немецкими захватчиками и проявленные при этом отвагу и геройство» гвардии капитану Василию Борисовичу Митрохину присвоено звание Героя Советского Союза с вручением ордена Ленина и медали «Золотая Звезда» за номером 4315.
В октябре 1944 года полк был передан в состав 257-й смешанной авиационной дивизии Карельского фронта и вскоре принял участие в Петсамо-Киркенесской операции. После её завершения полк в боевых действиях не участвовал.
Вместе с Василием в полку воевал истребителем и его младший брат Сергей Митрохин, переведённый в полк по личной просьбе из тыловой части. Одно время он летал ведомым у своего старшего брата К концу боевых действий Сергей выполнил 69 боевых вылетов, провёл 19 воздушных боёв, сбил 2 самолёта лично.
После окончания войны Митрохин продолжил службу в Советской Армии. С 1948 по 1951 годы служил в 2-м учебно-тренировочном авиационном полку на аэродроме Кречевицы в Новгородской области. Освоил реактивные истребители. С 1951 года находился в командировке в Польше, обучал летчиков Войска Польского полётам на реактивных истребителях. Затем служил заместителем командира и командиром авиационного полка. В 1955 году окончил Центральные лётно-тактические курсы усовершенствования офицерского состава ВВС (город Липецк). После их окончания был заместителем начальника штаба по боевому применению 26-й дивизии ПВО (Забайкальский военный округ). Летал на реактивных истребителях до 1960 года, пока позволяло здоровье. Осенью 1961 года полковник В. Б. Митрохин был уволен в запас.
Проживал в Иванове, где ещё в госпитале в 1943 году влюбился в молодую медсестру и после войны молодые поженились. Работал на механическом заводе треста «Главэнергостроймеханизация». Избирался депутатом одного из районных советов в Иваново. С 1977 года — на пенсии. Умер 18 августа 1993 года. Похоронен на кладбище Балино в Иванове.

## Награды
- Герой Советского Союза (2.11.1944)
- Орден Ленина (2.11.1944)
- Орден Красного Знамени (26.11.1943)
- Орден Александра Невского (15.05.1944)
- Два ордена Отечественной войныОрден Отечественной войны I степени (3.03.1944, 11.03.1985)
- Орден Красной Звезды (22.02.1955)
- Медаль «За оборону Ленинграда» (1943)
- Медаль «За оборону Советского Заполярья» (1945)
- Другие медали СССР[2]